# ライアットガンナーズ
『ライアットガンナーズ』はアルファポイントが運営していたオンラインゲーム。開発はスタジオワンダーエフェクト。
プレイヤーはガンナーと呼ばれ、この世界での3大勢力、神鋼重工・サイバーメック・ILBMのどこかに所属しなければならない。そしてニューロノイドと呼ばれる人型AIを育成し、トレーサーと呼ばれるロボットに搭乗し他のプレイヤーと戦う。戦闘は事前に組んでおく作戦により自動で進行する。
諸般の事情により2006年6月末をもって本サービスを終了している。